# Traian (okręg Braiła)
Traian – wieś w Rumunii, w okręgu Braiła, w gminie Traian. W 2011 roku liczyła 1132 mieszkańców.